# Ed Banger Records
Ed Banger Records — французский звукозаписывающий лейбл электронной музыки, руководителем которого является Педро Винтер. Он был основан в 2002 году как подразделение Headbangers Entertainment. Этот лейбл является домом для таких исполнителей как Uffie, Justice, SebastiAn, Krazy Baldhead, DJ Mehdi, Mr Oizo, Mr Flash, Vicarious Bliss, So Me, Feadz, DSL, Mickey Moonlight, Breakbot, и Винтеру самолично, под псевдонимом Busy P. Все видеоклипы и обложки альбомов были сделаны So Me. Лейбл стал известен в начале 2007 года, когда число исполнителей, подписавших контракт с Ed Banger достигло максимума. Особо можно отметить Uffie, чей сингл «Pop the Glock», получил международное проигрывание на радио, французскую электро-панковую группу Justice, ремикс песни «Never Be Alone» группы Simian которой занял 20 место в музыкальных чартах Великобритании. Также трек имел успех в клубах по всему миру. Клип сингла «Never Be Alone» выиграл в номинации лучший клип по версии MTV Europe Music Awards 2006 года.